# 五家子遗址
五家子遗址，位于中国吉林省长春市双阳区山河镇。1981年4月20日，公布为第二批吉林省文物保护单位，类型为古遗址。该文物保护单位由双阳区文管所管理。2013年，中国国务院公布为第七批全国重点文物保护单位（古遗址）。
五家子遗址的历史年代为青铜时代。